# Conulus
Conulus is een geslacht van uitgestorven zee-egels die leefden van het Laat-Krijt tot gedurende het Paleoceen.

## Beschrijving
Deze zee-egels hadden een ronde tot vijfhoekige, kegelvormige schaal met een vlakke of holle basis. Centraal aan de onderkant bevond zich de mond, terwijl de anus zijn plaats nabij de onderrand had. Het schaaloppervlak droeg zeer fijne knobbeltjes met een viltige bedekking van stekeltjes. De normale diameter bedroeg ongeveer 3,5 cm.

## Leefwijze
Vertegenwoordigers van dit geslacht waren zeebewoners die leefden op modderige zeebodems, die ze doorploegden op zoek naar voedsel.

## Soorten
- Conulus campaniformis Melikov & Endel'man, 1963 †
- Conulus castaneus (Brongniart, 1822) †
- Conulus chiapasensis Lambert, 1936 †
- Conulus chiesai Airaghi, 1939 †
- Conulus cubensis Sánchez Roig, 1949 †
- Conulus grauensis Currie, 1943 †
- Conulus kubatliensis Melikov, 1988 †
- Conulus matesovi Moskvin & Poslavskaya, 1959 †
- Conulus mixtus (Defrance, 1820) †
- Conulus mullerriedi Lambert, 1935 †
- Conulus parravanoi Checchia-Rispoli, 1932 †
- Conulus praenuntius Carter, 1928 †
- Conulus rothomagensis (Sismonda, 1844) †
- Conulus sanfilippoi Checchia-Rispoli, 1930 †
- Conulus stephensoni Cooke, 1953 †
- Conulus subrotundus Mantell, 1822 †
- Conulus tradis Lees, 1928 †
- Conulus zinai Airaghi, 1939 †